# فرانك روبرتس (مهندس)
فرانك روبرتس (بالإنجليزية: Frank Roberts)‏ هو مهندس نيوزيلندي، ولد في 1882، وتوفي في 1963.